# De Grote Peter Van de Veire Ochtendshow
De Grote Peter Van de Veire Ochtendshow is een voormalig radioprogramma op MNM en Studio Brussel, gepresenteerd door Peter Van de Veire.
Het programma werd elke werkdag van 6 tot 9 uur 's ochtends uitgezonden. Van de Veire presenteerde dit telkens met een of meerdere vaste sidekicks: Sofie Lemaire (2006-2008), Lieselot Ooms en Gunther Tiré (2009), Eva Daeleman (2010-2012), Nasrien Cnops (2012-2014), Julie Van den Steen (2014-2019) en Kawtar Ehlalouch en Wanne Synnave (2019-2022).
Op 1 april 2022 verliet Van de Veire MNM en was er de laatste uitzending van dit programma.

## Ochtendshow op Studio Brussel (2006-2008)

### Uitzendingen
De uitzendingen op Studio Brussel liepen van 24 april 2006 tot aan de zomervakantie van 2008, van 6 tot 9 uur 's ochtends. Sofie Lemaire was de vaste sidekick van Peter Van de Veire.

### Speciale gebeurtenissen
- In september 2007 maakte Van de Veire een lied voor Yves Leterme op de tonen van Hey There Delilah van de Plain White T's.
- Op vrijdag 14 december 2007 vierden ze de 300ste Grote Ochtendshow en op vrijdag 21 maart 2008 draaiden ze hun 10.000ste plaat.
- Op 14 februari 2008 werd een Valentijn-special uitgezonden. Daarbij lagen Van de Veire en Lemaire van middernacht tot 9.00 uur samen met 50 koppels in bed in het Concertgebouw van Brugge. Er waren optredens van Delavega, Jim Cole en Milow. Voor deze "Bed In"-actie waren Van de Veire en Lemaire verkleed als John Lennon en Yoko Ono.
- Op 4 juli 2008 presenteerde Peter Van de Veire voor het laatst een eigen programma op Studio Brussel. De Grote Peter Van de Veire Ochtenshow werd live uitgezonden vanop camping A3 op Rock Werchter.

### Het vertrek van Van de Veire bij StuBru
Op 27 augustus 2008 werd bekend dat Peter Van de Veire niet zou terugkeren naar Studio Brussel. In september 2008 nam Tomas De Soete het ochtendblok bij Studio Brussel over, samen met sidekick Linde Merckpoel. Sofie Lemaire kreeg haar eigen radioprogramma op Studio Brussel. In januari 2009, bij de lancering van MNM, zou De Grote Peter Van de Veire Ochtendshow terug op de radio komen, weliswaar op een andere zender.

## Ochtendshow op MNM (2009-2022)

### Uitzendingen
| Seizoen | Looptijd                                                 | Sidekick                       | Verkeer                                  | Weer                            | Nieuws                               |
| ------- | -------------------------------------------------------- | ------------------------------ | ---------------------------------------- | ------------------------------- | ------------------------------------ |
| 1       | 5 jan. 2009 – 26 jun. 2009 (elke werkdag, 6:00 – 10:00)  | Lieselot Ooms Gunther Tiré     | Ellen Verellen                           | Eddy Corthals Frank Deboosere   | Sofie Vander Donckt                  |
| 2       | 4 jan. 2010 – 2 jul. 2010 (elke werkdag, 6:00 – 9:00)    | Eva Daeleman                   | Eva Daeleman Tomas & Anne (Touring)      | Frank Deboosere                 | Sofie Vander Donckt Marjan Temmerman |
| 3       | 30 aug. 2010 – jun. 2011 (elke werkdag, 6:00 – 9:00)     | Eva Daeleman                   | Myriam Famelaer Yannick De Wael          | Frank Deboosere                 | Lotte Stevens                        |
| 4       | 29 aug. 2011 – 8 jun. 2012 (elke werkdag, 6:00 – 9:00)   | Eva Daeleman                   | Myriam Famelaer Yannick De Wael Bart Suy | Frank Deboosere                 | Maite Piessen Lotte Stevens          |
| 5       | 27 aug. 2012 – 31 mei 2013 (elke werkdag, 6:00 – 9:00)   | Nasrien Cnops                  | Bart Suy                                 | Frank Deboosere                 | Leen De Witte                        |
| 6       | 26 aug. 2013 – 30 mei 2014 (elke werkdag, 6:00 – 9:00)   | Nasrien Cnops                  | Bart Suy                                 | Frank Deboosere                 | Leen De Witte                        |
| 7       | 25 aug. 2014 – 29 mei 2015 (elke werkdag, 6:00 – 9:00)   | Julie Van den Steen            | Bart Suy                                 | Frank Deboosere                 | Leen De Ridder                       |
| 8       | 24 aug. 2015 – 27 mei 2016 (elke werkdag, 6:00 – 9:00)   | Julie Van den Steen            | Hajo Beeckman                            | Frank Deboosere                 | Chaima Saysay                        |
| 9       | 29 aug. 2016 – 26 mei 2017 (elke werkdag, 6:00 – 9:00)   | Julie Van den Steen            | Hajo Beeckman                            | Frank Deboosere                 | Chaima Saysay                        |
| 10      | 28 aug. 2017 – 25 mei 2018 (elke werkdag, 6:00 – 9:00)   | Julie Van den Steen            | Hajo Beeckman                            | Frank Deboosere                 | Chaima Saysay                        |
| 11      | 27 aug. 2018 – 29 mei 2019 (elke werkdag, 6:00 – 9:00)   | Julie Van den Steen            | Hajo Beeckman                            | Frank Deboosere Bram Verbruggen | Chaima Saysay Hannah Eeckhout        |
| 12      | 26 aug. 2018 – mei/juni 2020 (elke werkdag, 6:00 – 9:00) | Kawtar Ehlalouch Wanne Synnave | Hajo Beeckman Inge Pierloz               | Frank Deboosere Bram Verbruggen | Chaima Saysay                        |
| 13      | 24 aug. 2020 – 28 mei 2021 (elke werkdag, 6:00 – 9:00)   | Kawtar Ehlalouch Wanne Synnave | Hajo Beeckman Mona Jünger                | Frank Deboosere Bram Verbruggen | Chaima Saysay                        |
| 14      | 23 aug. 2021 – 1 april 2022 (elke werkdag, 6:00 – 9:00)  | Kawtar Ehlalouch Wanne Synnave | Hajo Beeckman Mona Jünger                | Frank Deboosere Bram Verbruggen | Chaima Saysay                        |

### Speciale gebeurtenissen
- Op maandag 5 januari 2009 was De Grote Peter Van de Veire Ochtendshow het allereerste programma op MNM.
- In de week van 16 maart tot 20 maart 2009 brak Van de Veire uit de MNM-studio.
  - Maandag 16 maart 2009: De Grote Choco Van de Veire Ochtenshow, gepresenteerd vanuit een grote pot choco naast het wegrestaurant langs de E40 in Groot-Bijgaarden.
  - Dinsdag 17 maart 2009: De Grote Kleuter Van de Veire Ochtenshow, samen met 100 kleuters en Piet Piraat.
  - Woensdag 18 maart 2009: De Grote Zeeleeuwen Van de Veire Ochtendshow, samen met de zeeleeuwen van de Antwerpse Zoo. Van de Veire geeft er een jaarabonnement voor de Zoo weg; de gelukkige winnaar kan gedurende een jaar gaan kijken naar het baby-olifantje Kai-Mook.
  - Donderdag 19 maart 2009: De Grote Peter Van de Veire Wandelshow, al stappend gepresenteerd.
  - Vrijdag 20 maart 2009: De Grote Vliegende Peter Van de Veire Ochtendshow, gepresenteerd vanuit een helikopter, die ergens boven Vlaanderen vloog.
- Op 24 februari 2010 werd de eenmalige Grote Koffie Van de Veire Ochtendshow uitgezonden bij de opening van de Starbucksvestiging in het station Antwerpen-Centraal. Omdat het merk te sterk naar voren kwam, kreeg MNM in juni dat jaar een boete van € 7000.[1]
- Op 18 juni 2012 behaalde Van de Veire om 23 uur, na 185 uren, het wereldrecord radiomaken. Hij deed dat tijdens de eerste succesvolle editie van Marathonradio, een actie waarmee hij de studenten wilde steunen tijdens de blok en de examens. Het vorige record stond op naam van Stefano Venneri.[2] In 2014 werd het record overgenomen door Lennart Creël, die 190 uren presenteerde. Iets later werd het record door Nederlander Giel Beelen van 3FM overgenomen, die 198 uren presenteerde.[3]
- 30 oktober 2020: De sidekicks van het programma, Kawtar Ehlalouch en Wanne Synnave, overliepen de gebeurtenissen van 2020 in muzikale vorm met Ambetant, een eigen tekst op de tonen van De overkant van Suzan & Freek en Snelle.[4]
- 23 maart 2021: Ter ondersteuning van de vaccinatiecampagne tegen het coronavirus maakten de drie presentatoren van het programma een vaccinatielied met bijkomende videoclip.[5]
- Op 1 december 2021 vierde Peter Van de Veire zijn 50ste verjaardag met een radioshow vanaf het MAS in Antwerpen die werd uitgezonden voor een live publiek.
- Een dag later, op 2 december maakte Peter Van de Veire bekend te gaan stoppen op MNM na 13 jaar ochtendshow. Op 1 april 2022 vond de laatste uitzending plaats. Op 2 april werd afgesloten met De Grote Peter Van de Veire Sportpaleis Show in het Sportpaleis in Antwerpen.

## Podcasts
Doorheen de jaren heeft De Grote Peter Van de Veire Ochtendshow verschillende podcasts gehad.
De eerste podcast was er tussen 2006 en 2011 onder de noemer De Grote Peter Van de Veire Ochtendshow Podcast. Dit was een samenvatting van een uur, met daarin de beste fragmenten van een week ochtendshow. Toen de ochtendshow nog op Studio Brussel te beluisteren was, kon men de podcast, die ook extra's zoals prijsvragen bevatte, downloaden als MP3-bestand op de site van Studio Brussel. Bij de overstap naar MNM werd de eerste jaren ook een wekelijkse podcast gemaakt, met enkele kortere "specials" gedurende de zomervakantie. De laatste podcast in die vorm werd gemaakt op 1 juli 2011. 
In februari 2021 kwam de wekelijkse podcast terug onder de naam De Grote Podcast Van de Veire Ochtendshow. Dit is een podcast met de beste fragmenten van de afgelopen week en waarbij er op de voorbije MNM-jaren wordt teruggeblikt. De laatste podcast in die vorm werd gemaakt, dateert van mei 2021. 
Met het nieuwe radioseizoen 2021-2022 werd '22 minuten stommen vragen' gelanceerd. In deze podcast werden er 22 minuten lang vragen gesteld aan een bekende persoon of over een specifiek thema aan een persoon.

## Grote Pet Vlog
Van september 2017 tot mei 2020 werd er elke week een vlog gemaakt rondom de gebeurtenissen in de ochtendshow. Deze gaven ook een blik achter de schermen. Ze werden gepost op de website van MNM, YouTube en sinds 2018 ook op Instagram TV.